# Gruppo Sportivo Elettronica 1943-1944
Questa voce raccoglie le informazioni riguardanti il Gruppo Sportivo Elettronica nelle competizioni ufficiali della stagione 1943-1944.

## Rosa
| N. |                   | Ruolo | Calciatore          |
| -- | ----------------- | ----- | ------------------- |
|    | Italia (bandiera) | P     | Ercolani            |
|    | Italia (bandiera) | P     | Di Manco            |
|    | Italia (bandiera) | P     | Morlacchi           |
|    | Italia (bandiera) | D     | Bompani             |
|    | Italia (bandiera) | D     | Colorina            |
|    | Italia (bandiera) | D     | Attilio Ferraris IV |
|    | Italia (bandiera) | D     | Fioravanti          |
|    | Italia (bandiera) | C     | Ballacci            |
|    | Italia (bandiera) | C     | Brenci              |
|    | Italia (bandiera) | C     | Cirri               |
|    | Italia (bandiera) | C     | Fabriani            |
|    | Italia (bandiera) | C     | Gabelli             |
|    | Italia (bandiera) | C     | Gatti               |
|    | Italia (bandiera) | C     | Melillo             |
|    | Italia (bandiera) | C     | Rocchi              |
|    | Italia (bandiera) | C     | Spallacci           |
|    | Italia (bandiera) | C     | Zaccaria            |
|    | Italia (bandiera) | C     | Zanetti             |

| N. |                   | Ruolo | Calciatore      |
| -- | ----------------- | ----- | --------------- |
|    | Italia (bandiera) | A     | Azzu            |
|    | Italia (bandiera) | A     | Baldestri       |
|    | Italia (bandiera) | A     | Amedeo Banci II |
|    | Italia (bandiera) | A     | Bartoletti      |
|    | Italia (bandiera) | A     | Bassani         |
|    | Italia (bandiera) | A     | Berardi         |
|    | Italia (bandiera) | A     | Cecati          |
|    | Italia (bandiera) | A     | Compagnoni      |
|    | Italia (bandiera) | A     | Della Casa      |
|    | Italia (bandiera) | A     | Fiorelli I      |
|    | Italia (bandiera) | A     | Forlivesi       |
|    | Italia (bandiera) | A     | Giorgetti       |
|    | Italia (bandiera) | A     | Gloria          |
|    | Italia (bandiera) | A     | Lozzi           |
|    | Italia (bandiera) | A     | Mazzetti        |
|    | Italia (bandiera) | A     | Morra           |
|    | Italia (bandiera) | A     | Pomponi         |